# Morsleben

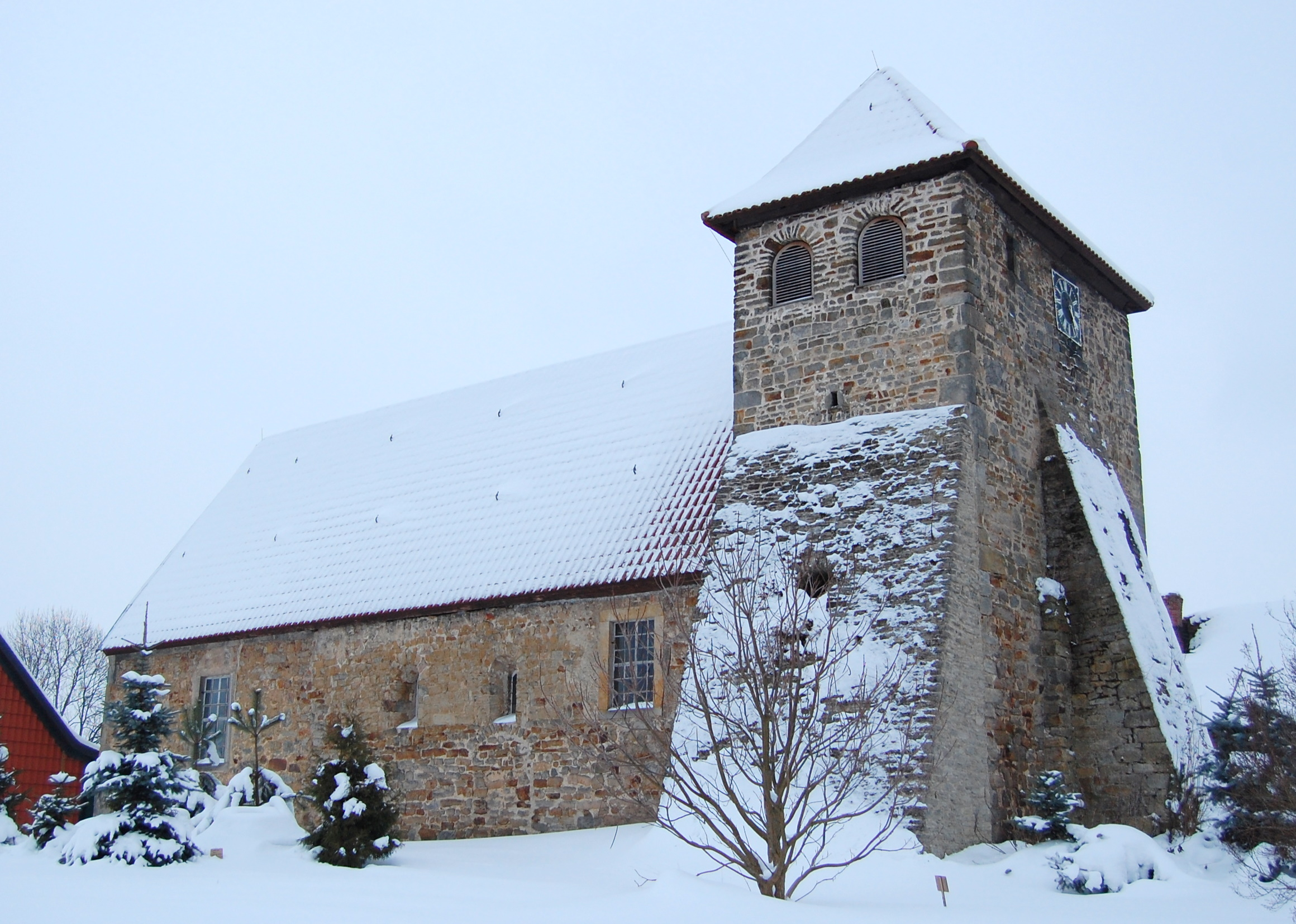
Sankt-Petrus-Kirche

Morsleben ist ein Ortsteil der Gemeinde Ingersleben im Landkreis Börde in Sachsen-Anhalt in Deutschland.

## Geografie
Morsleben liegt in Sachsen-Anhalt im oberen Allertal an der Grenze zu Niedersachsen. Der ehemalige innerdeutsche Grenzübergang Marienborn befand sich auf dem Gemeindegebiet. Überregionale Bedeutung erlangt der Ort durch das bisherige einzige Endlager für radioaktive Abfälle Morsleben (ERAM) in Deutschland, welches in einem ehemaligen Salzbergwerk untergebracht ist.

## Geschichte
Konrad von Morsleben war im 10. Jahrhundert Graf von Morsleben und Hornburg. Er war mit Amulrada, der Schwester des Magdeburger Erzbischofs Waltard, verheiratet. Ihr Sohn Suitger von Morsleben (* 1005) wurde 1035 als Kaplan in die Hofkapelle des Kaisers Konrad II. aufgenommen. Dessen Sohn König Heinrich III. ernannte Suitger 1040 zum Bischof von Bamberg und ließ ihn auf der Synode von Sutri im Dezember 1046, auf der drei gleichzeitig amtierende Päpste abgesetzt wurden, als Clemens II. zum ersten deutschen Papst wählen.
Morsleben wird um 1210 als Morsleve im Stift Marienberg zu Helmstedt urkundlich erwähnt.
Im Grenzdorf Morsleben befand sich das Hauptzollamt im heutigen noch so genannten Zollhaus.
Auch an der Sankt-Petrus-Kirche mit ihrem Reiterstein, welcher dem von Hornhausen nicht unähnlich ist, kann man von der Romanik über die Gotik bis zum Barock eine sehr interessante Baugeschichte erfahren. Im Kern vermutlich bereits aus dem 18. Jahrhundert stammt die Allermühle. In der Zeit um 1820/30 entstand der östlich des Dorfes erhalten gebliebene Distanzstein Morsleben. Von 1945 bis 1990 lag Morsleben in der Nähe der Grenze zwischen den Besatzungszonen und später zwischen DDR und BRD. Aus dieser Zeit blieb auch ein Wachturm bei Morsleben erhalten.
Am 1. Januar 2010 schlossen sich die bis dahin selbstständigen Gemeinden Morsleben, Alleringersleben, Eimersleben und Ostingersleben zur neuen Gemeinde Ingersleben zusammen.
In Ortsnähe wurden frühmittelalterliche Bildsteine gefunden.

## Wappen und Flagge
Das Wappen wurde am 11. September 1996 durch das Regierungspräsidium Magdeburg genehmigt.
Blasonierung: „In Grün ein stehender silberner Schütze mit gespanntem goldenen Bogen und aufgelegtem goldenen Pfeil, im umgehängten silbernen Köcher drei goldene Pfeile.“
Die vorliegende Gestaltung basiert auf der Tatsache, dass die Gemeinde Morsleben nachweisbar einen Bogenschützen im Siegel führte, eine Abbildung jedoch nicht mehr existiert. Der Schütze symbolisiert Wehrhaftig- und Standhaftigkeit der Einwohner Morslebens, die sich nichts gefallen lassen. Die Waffe – Bogen und Pfeile – zeugen vom Alter der Gemeinde.
Das Grün des Schildes weist auf die Waldungen um Morsleben hin, in denen der silberne Schütze seine Beute erlegt, steht also auch für die Fruchtbarkeit der Landschaft. Die goldene Tingierung von Bogen und Pfeilen (Waffen) hebt noch einmal die Abwehrbereitschaft hervor.
Das Wappen wurde von der Magdeburger Heraldikerin Erika Fiedler gestaltet.
Die Flagge ist weiß-grün gestreift mit aufgelegtem Wappen.

## Kultur und Sehenswürdigkeiten

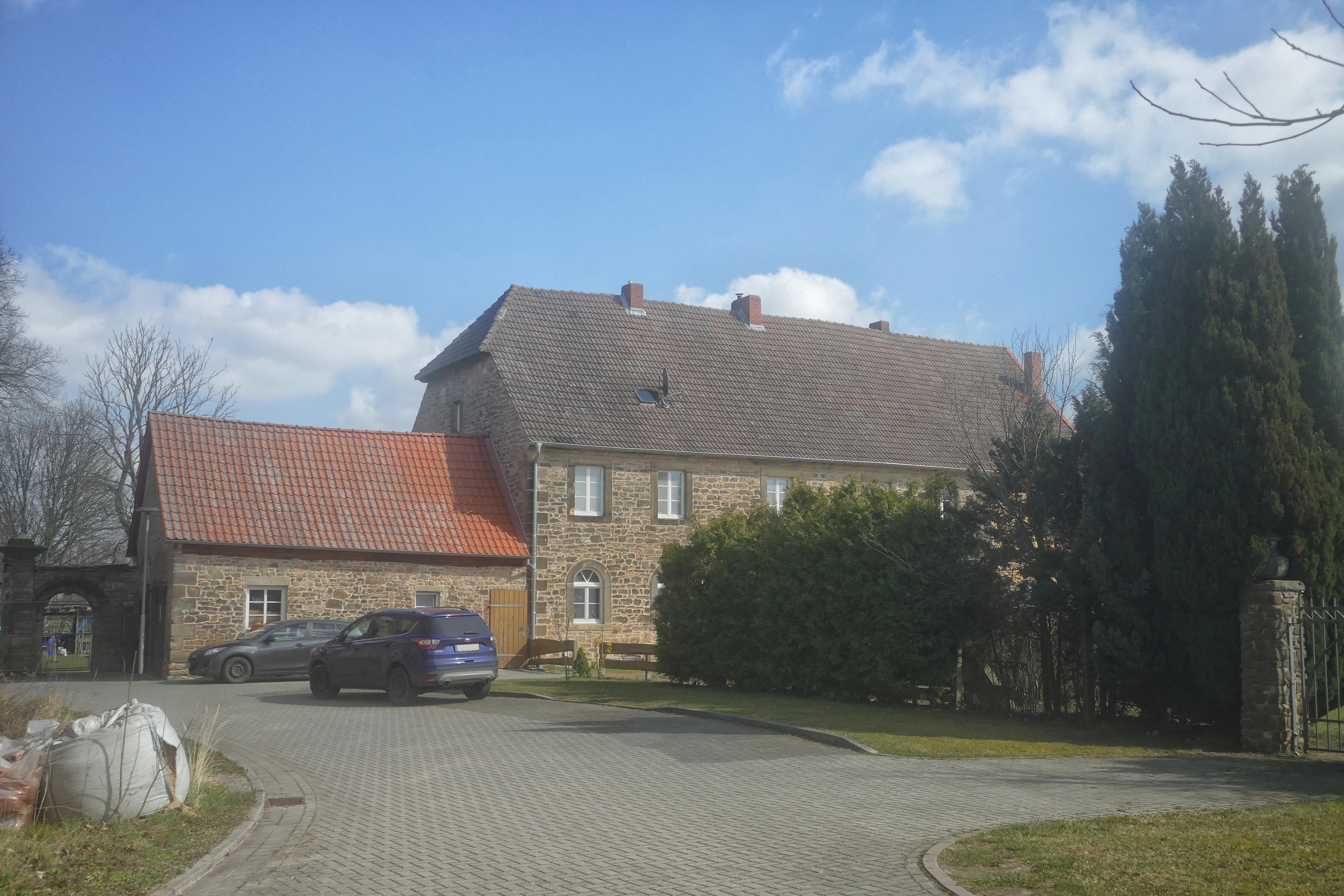
Herrenhaus Morsleben

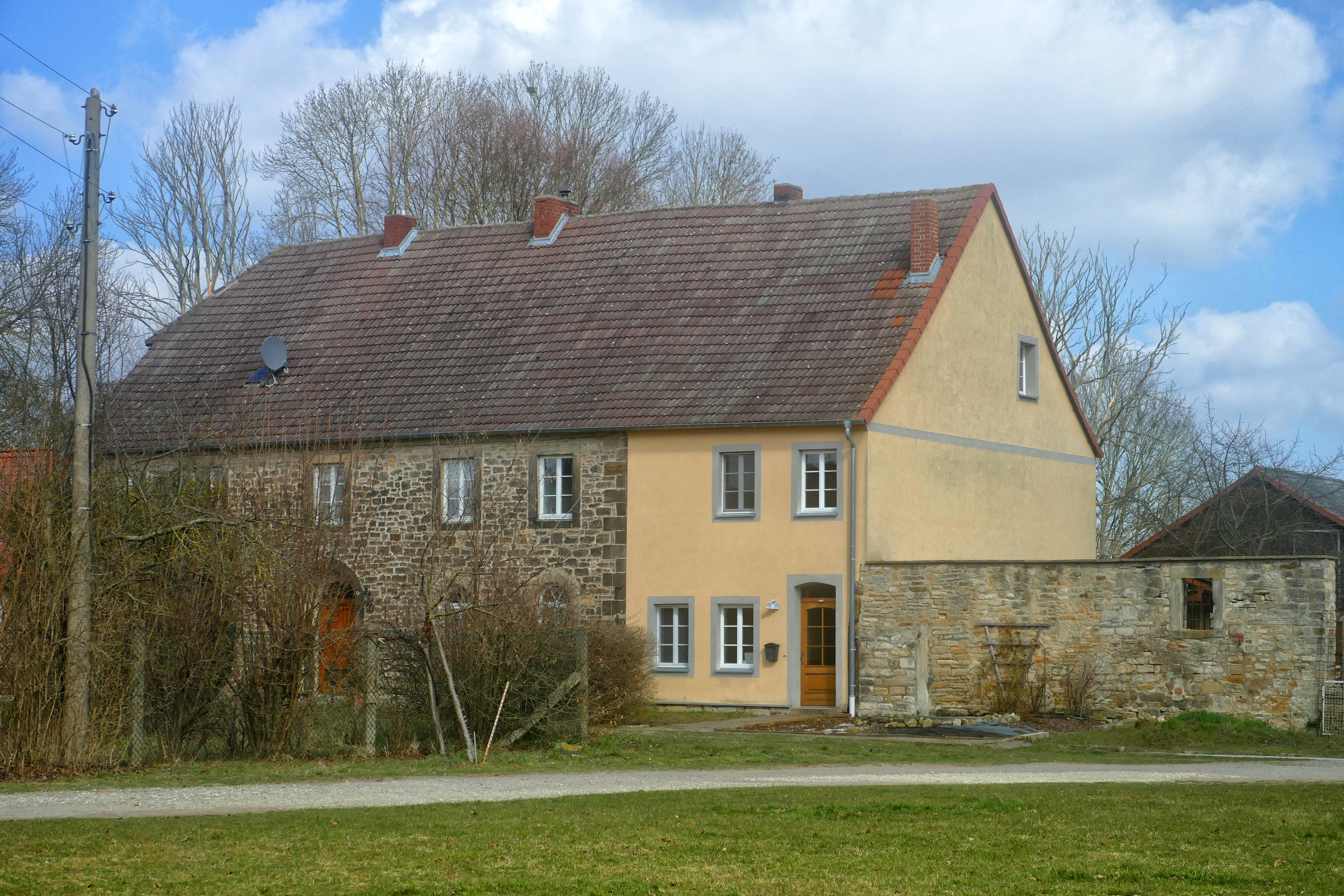
Herrenhaus Morsleben

- Gutshaus Morsleben – 1775 von Baronin Wilhelmine Amalie von Veltheim errichtet.

## Verkehr
Der Haltepunkt Morsleben lag an der Bahnstrecke Marienborn–Beendorf, welche stillgelegt ist. Nächster Bahnhof ist Marienborn an der Bahnstrecke Braunschweig–Magdeburg.